# Carinisphindus skotios
Carinisphindus skotios is een keversoort uit de familie slijmzwamkevers (Sphindidae). De wetenschappelijke naam van de soort werd in 2000 gepubliceerd door McHugh & Lewis.